# Vickerstown
Vickerstown is een dorp op Walney Island, een onderdeel van de stad Barrow-in-Furness in het graafschap Cumbria. Het dorp vormt de belangrijkste nederzetting op het eiland en is middels de Jubilee Bridge met het vasteland van Barrow verbonden. Het dankt zijn naam aan de wapenfabrikant Vickers, die het dorp omstreeks 1900 bouwde als huisvesting voor zijn werknemers. Vickerstown is een typisch voorbeeld van een gepland dorp: het bestaat uit rechte straten in een logisch patroon.

## Geschiedenis
Op Walney Island waren tot in de 19de eeuw alleen kleine landbouwdorpjes, waaronder Biggar Bank en Ernse Bay, die slechts enkele tientallen inwoners hadden. Nadat Vickers eind 19de eeuw in Barrow-in-Furness een werf voor oorlogsschepen had gebouwd en een expansieve groei kende, ontstond plaatsgebrek voor de vele arbeiders die van over het hele land naar Barrow kwamen om voor het bedrijf te werken. In 1898 werd besloten om op Walney Island, dat tegenover Barrow aan de andere kant van het Walney Channel ligt, huizen in het bezit van Vickers te bouwen, en hiervoor stichtte het bedrijf een eigen vastgoedonderneming, die tot 1951 zou blijven bestaan. Vickers ging hierbij van een rechthoekig tracé uit, overigens net zoals de structuur van het Victoriaanse Barrow. 
Vanaf 1900 begonnen de werknemers hun intrek in Vickerstown te nemen; er werden rigoureuze selectiecriteria toegepast. Rijhuizen waren voor de grote massa van de arbeiders bedoeld, terwijl grotere woningen met uitzicht over het kanaal voor kaderpersoneel waren voorbehouden. Aanvankelijk werd van een veerdienst gebruikgemaakt om de werknemers elke dag naar de werf te brengen, totdat in 1908 een tolbrug gebouwd zou worden. In 1901 waren reeds 1000 huizen voltooid.
In tijden van economische groei, voornamelijk door toedoen van de Eerste Wereldoorlog, werden meer huizen bijgebouwd; de straten van Vickerstown kregen de namen van diverse schepen die door Vickers gebouwd waren, later werden ze tevens naar Britse steden en rivieren vernoemd. Geleidelijk aan werden ook woningen aan de werknemers verkocht.

## Bedrijvigheid
Vickerstown is van een stevige constructie; de meeste oorspronkelijke gebouwen staan er nog steeds en het dorp is sedert 1988 beschermd. Zoals voorheen blijft de scheepsbouw, heden ten dage bij BAE Systems, de belangrijkste bron van inkomsten voor de bewoners. Vickerstown heeft een hotel, meerdere restaurants en enkele winkels; het is in wezen een verlengstuk van Barrow-in-Furness. In Vickerstown bevinden zich een golfbaan, een rugbyveld en een cricketpitch.
The Railway Series van Wilbert Vere Awdry is gesitueerd in Vicarstown, een verwijzing naar Vickerstown.